# Zbigniew
Zbigniew [ˈzbiɡɲɛf], latinisiert Sbigneus, ist ein polnischer männlicher Vorname slawischer Herkunft, der sich aus den beiden Wörtern „zbyć“ (zu zerstreuen) und „gniew“ (Zorn) zusammensetzt. Namenstage von Zbigniew sind der 17. Februar, der 17. März und der 1. April.

## Verbreitung
Zbigniew ist besonders in Polen ein beliebter Jungenname. Seit 2000 wird er regelmäßig vergeben. Seine beste Platzierung erzielte er in diesem Zeitraum im Jahr 2000 mit dem 97. Platz. Im Jahr 2023 lag er hingegen nur auf Platz 174.
Der Name wird in Deutschland eher selten vergeben, von 2010 bis heute etwa 30 Mal. In Österreich wurde von 1984 bis 2022 nur ein Kind so genannt.
In Tschechien war der Name zwischen Anfang der 1960er bis Mitte der 1980er Jahre in den Top-200 anzutreffen. Dahingegen tauchte er in Frankreich besonders zwischen den 1930er und 1960er Jahren in der Namensgebung auf. In den nordischen Ländern Dänemark, Norwegen und Schweden ist der Name mäßig beliebt. Seine Vergabe ist auch in den angelsächsischen Ländern England, Schottland, Kanada und den USA nachgewiesen.

## Namensträger

### Herrscher
- Zbigniew (* um 1070; † 1112), Herzog von Polen aus der Dynastie der Piasten

### Vorname
- Zbigniew Babalski (* 1953), polnischer Politiker
- Zbigniew Balcewicz (* 1946), polnisch-litauischer Politiker
- Zbigniew Bargielski (* 1937), polnischer Komponist
- Zbigniew Bartman (* 1987), polnischer Volleyballspieler
- Zbigniew Batko (1940–2007), polnischer Übersetzer, Schriftsteller und Drehbuchautor
- Zbigniew M. Bocheński (* 1962), polnischer Wirbeltier-Paläontologe und Ornithologe
- Zbigniew Boniek (* 1956), polnischer Fußballspieler und -trainer
- Zbigniew Bródka (* 1984), polnischer Eisschnellläufer
- Zbigniew Brzeziński (1928–2017), polnisch-amerikanischer Politikwissenschaftler
- Zbigniew Bujarski (1933–2018), polnischer Komponist und Maler
- Zbigniew Chlebowski (* 1964), polnischer Politiker
- Zbigniew Chmielowiec (* 1954), polnischer Politiker
- Zbigniew Ciesielski (1934–2020), polnischer Mathematiker
- Zbigniew Ćwiąkalski (* 1950), polnischer Politiker
- Zbigniew Cybulski (1927–1967), polnischer Schauspieler
- Zbigniew Czarnuch (1930–2024), polnischer Pädagoge, Publizist und Heimatkundler
- Zbigniew Derdziuk (* 1962), polnischer Politiker
- Zbigniew Dłubak (1921–2005), polnischer Maler, Fotograf und Kunsttheoretiker
- Zbigniew Doda (1931–2013), polnischer Schachspieler
- Zbigniew Dolata (* 1965), polnischer Politiker
- Zbigniew Drzewiecki (1890–1971), polnischer Pianist und Musikpädagoge
- Zbigniew Fil (* 1977), polnischer Sänger und Multiinstrumentalist
- Zbigniew Filip (* 1970), polnischer Biathlet
- Zbigniew T. Fiema (* 1957), polnischer Klassischer Archäologe
- Zbigniew Frączkiewicz (* 1946), polnischer Bildhauer
- Zbigniew Girzyński (* 1973), polnischer Historiker und Politiker
- Zbigniew Głowaty (1932–2014), polnischer Radrennfahrer
- Zbigniew Głowienka (* 1951), polnischer General und Kommandeur des Polnischen Heers
- Zbigniew Gucwa (* 1986), polnischer Straßenradrennfahrer
- Zbigniew Gut (1949–2010), polnischer Fußballspieler
- Zbigniew Herbert (1924–1998), polnischer Lyriker, Dramatiker und Essayist
- Zbigniew Horbowy (1935–2019), polnischer Künstler und Industrie-Designer
- Zbigniew Jakubas (* 1952), polnischer Unternehmer
- Zbigniew Jaremski (1949–2011), polnischer Sprinter
- Zbigniew Jasiukiewicz (1947–2005), polnischer Volleyballspieler und -trainer
- Zbigniew Jedziński (* 1959), litauischer Politiker polnischer Herkunft
- Zbigniew Kaczmarek (1946–2023), polnisch-deutscher Sportler im Gewichtheben
- Zbigniew Karkowski (1958–2013), polnischer Komponist und Musiker
- Zbigniew Kiernikowski (* 1946), römisch-katholischer Bischof von Liegnitz
- Zbigniew Klimowski (* 1967), polnischer Skispringer
- Zbigniew Komorowski (* 1944), polnischer Politiker und Unternehmer
- Zbigniew Kozak (* 1961), polnischer Politiker
- Zbigniew Krasiński (1938–2022), polnischer Zoologe
- Zbigniew Kruszyński (Autor) (* 1957), polnischer Schriftsteller und Übersetzer
- Zbigniew Kruszyński (Fußballspieler) (* 1960), polnischer Fußballspieler
- Zbigniew Krzeszowiec (* 1948), polnischer Radrennfahrer
- Zbigniew Kuźmiuk (* 1956), polnischer Politiker
- Zbigniew Kwiatkowski (* 1985), polnischer Handballspieler
- Zbigniew Lengren (1919–2003), polnischer Karikaturist, Grafiker, Illustrator und Dichter
- Zbigniew Lew-Starowicz (1943–2024), polnischer Psychiater, Sexualforscher und Autor
- Zbigniew Małkowski (* 1978), polnischer Fußballtorhüter
- Zbigniew Matuszczak (* 1962), polnischer Politiker
- Zbigniew Messner (1929–2014), polnischer Politiker und Ökonom
- Zbigniew Namysłowski (1939–2022), polnischer Jazzmusiker
- Zbigniew Niemczycki (* 1947), polnischer Unternehmer
- Zbigniew Nitecki (* 1946), US-amerikanischer Mathematiker
- Zbigniew Olech (1940–2008), polnischer Boxer
- Zbigniew Oleśnicki (Kardinal) (1389–1455), polnischer Staatsmann, Bischof und Kardinal
- Zbigniew Oleśnicki (Erzbischof) (1430–1493), polnischer Staatsmann und Erzbischof von Gnesen
- Zbigniew Pacelt (1951–2021), polnischer Politiker und Sportler
- Zbigniew Pietrzykowski (1934–2014), polnischer Boxer
- Zbigniew Preisner (* 1955), polnischer Komponist
- Zbigniew Pronaszko (1885–1958), polnischer Maler, Bildhauer, Bühnenbildner und Hochschullehrer
- Zbigniew Rau (* 1955), polnischer Politiker, seit 2020 Außenminister
- Zbigniew Religa (1938–2009), polnischer Herzchirurg und Politiker
- Zbigniew Rudziński (1935–2019), polnischer Komponist und Musikpädagoge
- Zbigniew Rybczyński (* 1949), polnischer Experimentalfilmer und Kameramann
- Zbigniew Rynasiewicz (* 1963), polnischer Politiker
- Zbigniew Seifert (1946–1979), polnischer Jazzmusiker
- Zbigniew Senkowski (1955–2022), polnischer Politiker
- Zbigniew Siemiątkowski (* 1957), polnischer Politiker
- Zbigniew Siemienowicz (* 1958), litauischer Politiker
- Zbigniew Śliwiński (Pianist) (1924–2003), polnischer Pianist und Musikpädagoge
- Zbigniew Śliwiński (Physiotherapeut), polnischer Physiotherapeut und Hochschullehrer
- Zbigniew Spruch (* 1965), polnischen Radrennfahrer
- Zbigniew Szewczyk (* 1967), polnischer Fußballspieler und -trainer
- Zbigniew Tłuczyński (* 1956), polnischer Handballspieler und -trainer
- Zbigniew Trzciński (* 1954), polnischer Designer
- Zbigniew Wassermann (1949–2010), polnischer Politiker, Jurist und Staatsanwalt
- Zbigniew Wegehaupt (1954–2012), polnischer Bassist
- Zbigniew Wóycicki (1902–1928), polnischer Offizier und Skisportler
- Zbigniew Zakrzewski (* 1981), polnischer Fußballspieler
- Zbigniew Zaleski (1947–2019), polnischer Politiker
- Zbigniew Zamachowski (* 1961), polnischer Schauspieler
- Zbigniew Zapasiewicz (1934–2009), polnischer Schauspieler, Theaterregisseur und Pädagoge
- Zbigniew Żedzicki (* 1945), polnischer Ringer
- Zbigniew Ziobro (* 1970), polnischer Politiker und Jurist
- Zbigniew Żuk (* 1955), polnischer Hornist